# Arnoldo Mondadori
Arnoldo Mondadori (né le 2 novembre 1889 à Poggio Rusco (province de Mantoue, Lombardie) et mort le 8 juin 1971 à Milan) est un éditeur italien, fondateur en 1907 de l'une des plus grandes maisons d'édition italienne qui porte toujours son nom, Arnoldo Mondadori Editore.

## Biographie
Arnoldo Mondadori fonde en 1907 sa maison d'édition (Arnoldo Mondadori Editore) à Ostiglia, et commence son activité en publiant en Italie le journal Luce !.
Pendant la période fasciste, Arnoldo Mondadori fut l'allié objectif[C'est-à-dire ?] de Mussolini et son partenaire dans la diffusion de la culture italienne.
En 1943, il fuit en Suisse, selon ses dires, pour échapper aux Allemands, auxquels il avait refusé sa collaboration économique. Il prétendait aussi être poursuivi à cause de l'aide qu'il aurait accordée à des Juifs[réf. nécessaire]. Selon d'autres sources, il serait venu en Suisse pour mettre en lieu sûr vingt-cinq millions de lires confiées par les directeurs du Popolo d'Italia. Fin 1945, il rentre en Italie et reprend ses nombreuses activités éditoriales.
Il reçoit la médaille de l'ordre du Mérite de la République italienne.
Il meurt le 8 juin 1971 et est enterré au cimetière de Milan.

## Galerie

Logotype de la maison d'édition Mondadori.

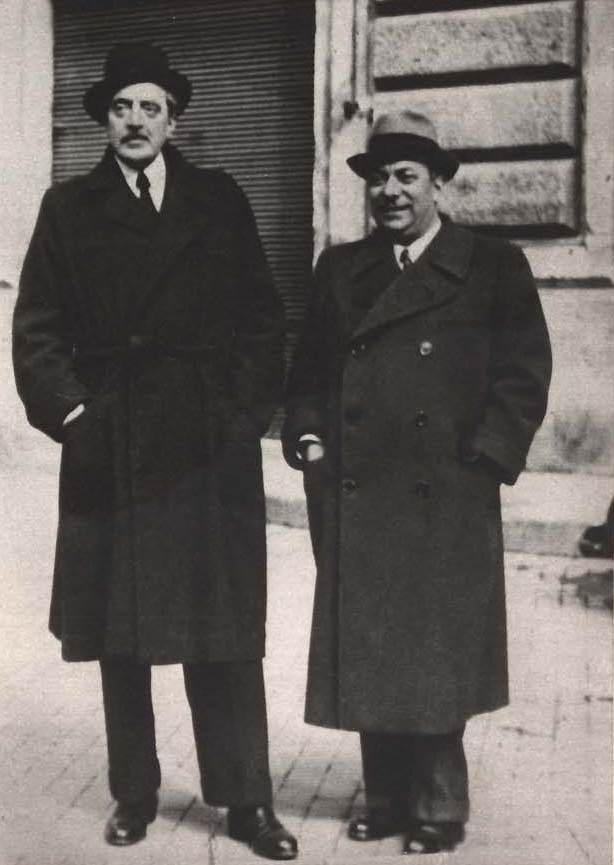
Mondadori et Trilussa, vers 1930.
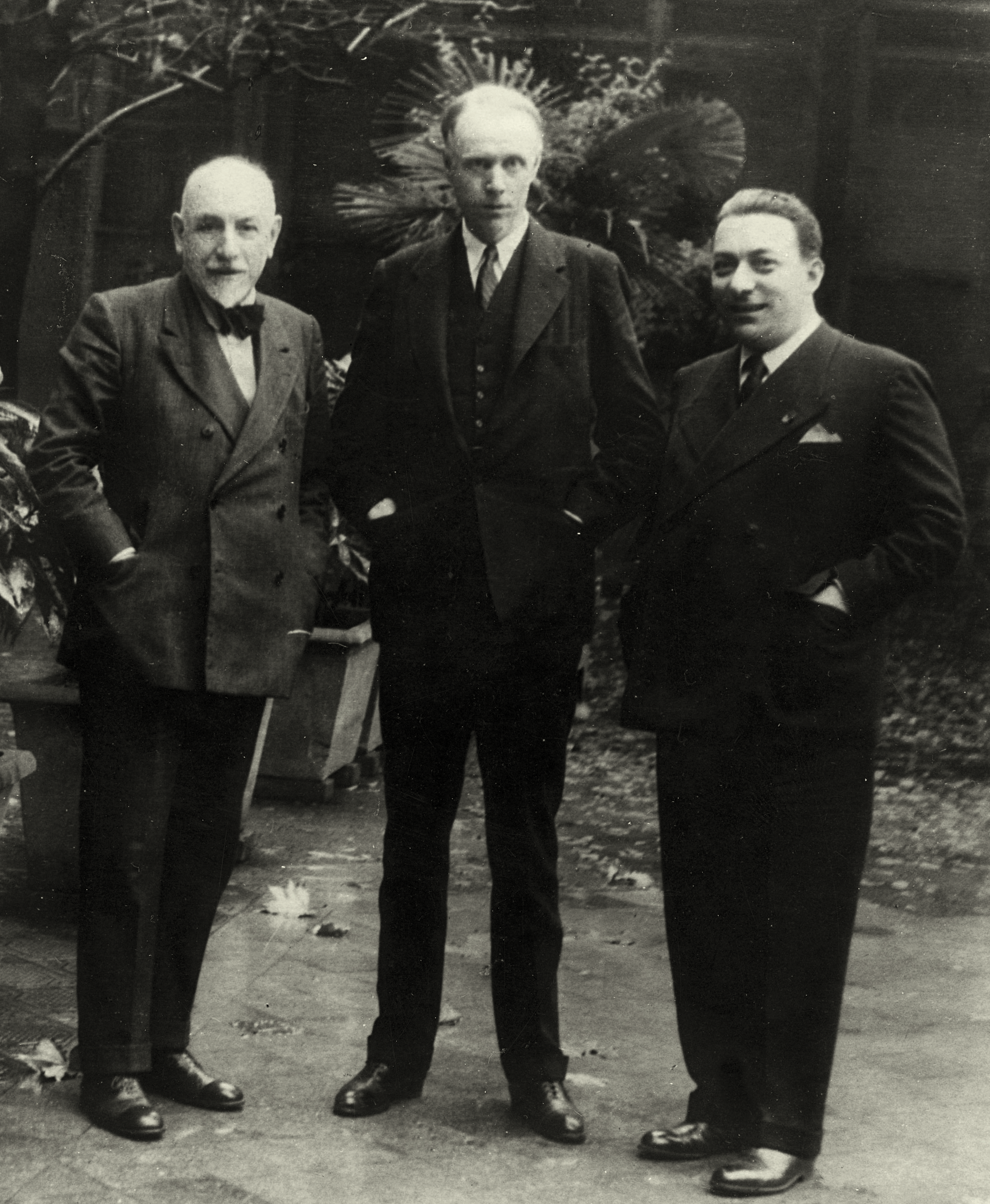
Pirandello, Sinclair Lewis et Mondadori, 1932.
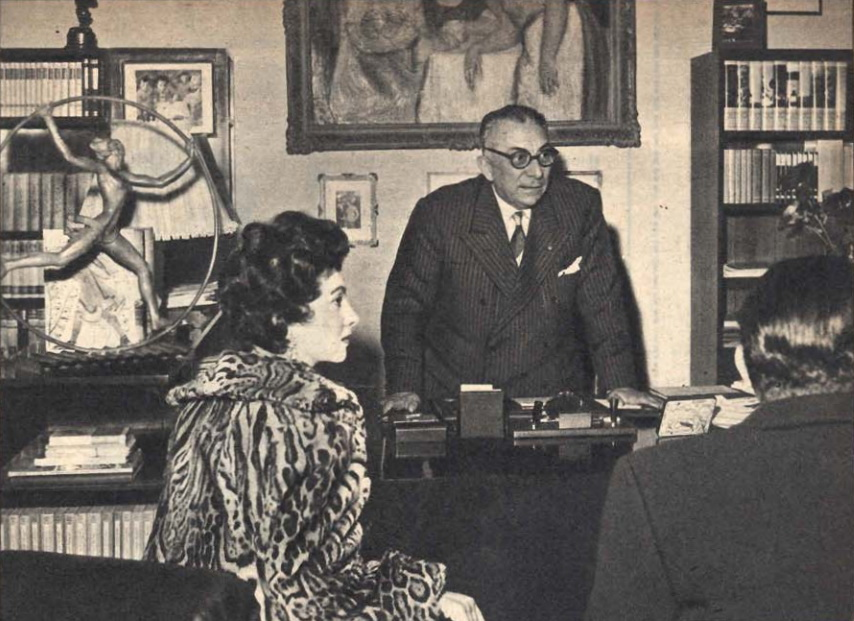
Gina Lollobrigida et Mondadori, 1954.
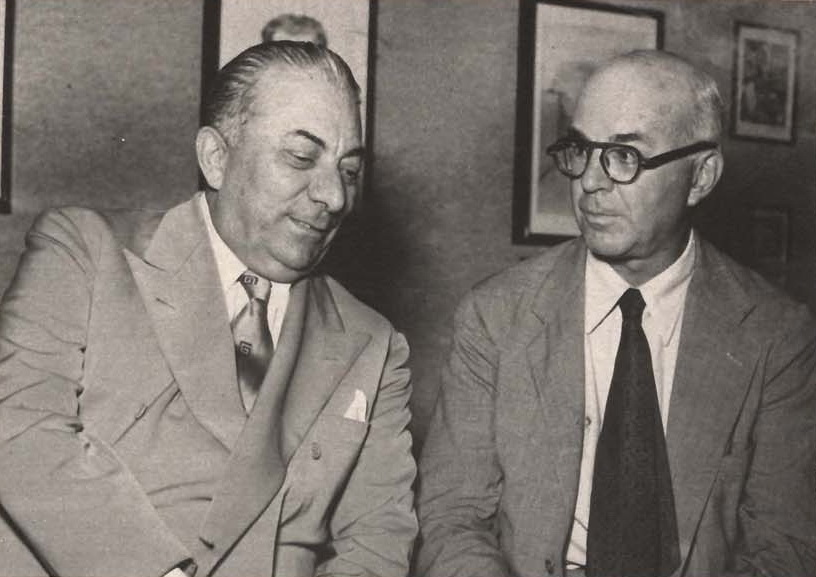
Mondadori et Dos Passos, 1971 ?
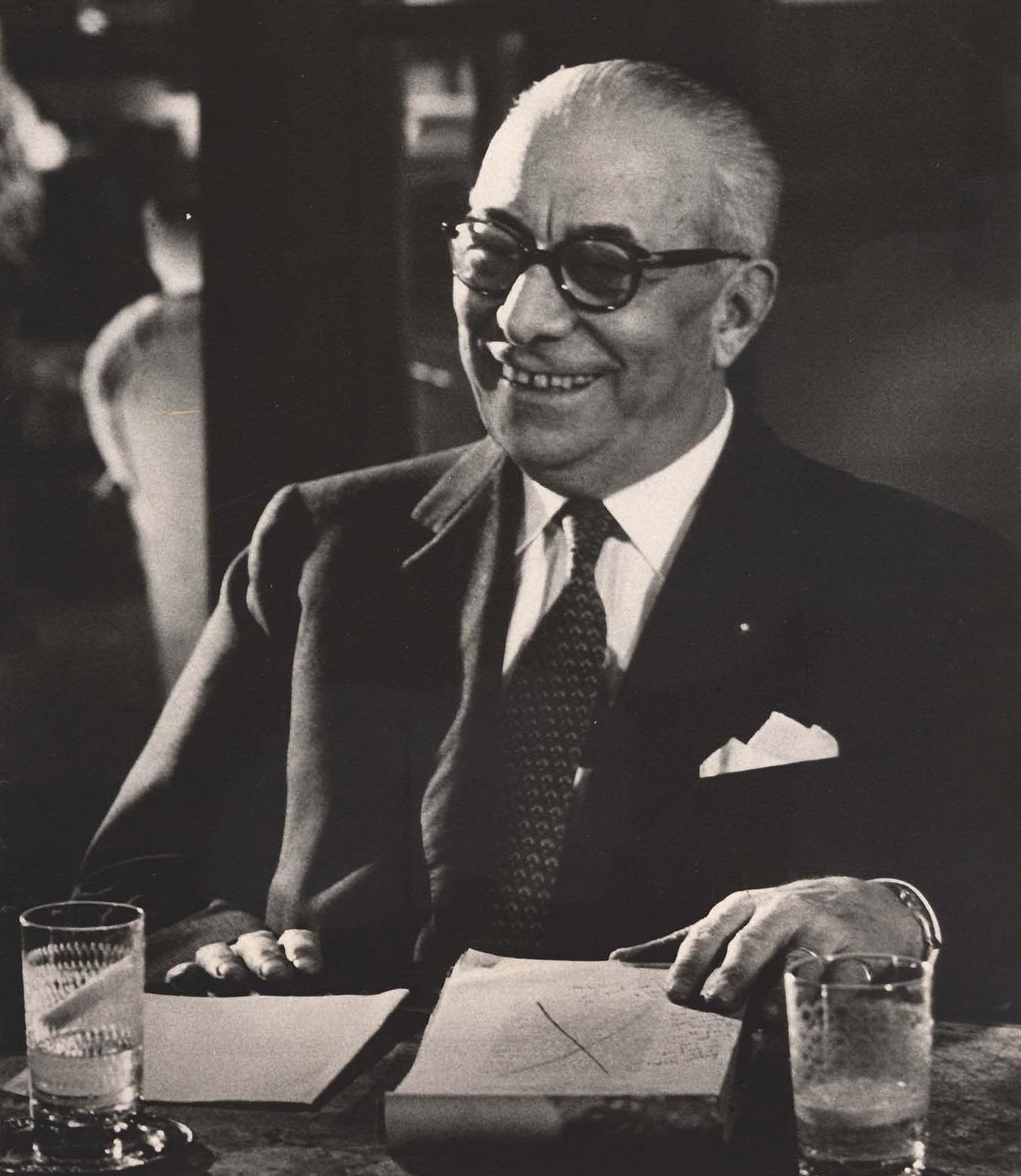
Mondadori, 1971.